# Triebelsheide
Triebelsheide ist eine Ortslage im Wuppertaler Stadtbezirk Uellendahl-Katernberg im Wohnquartier Siebeneick.

## Lage und Beschreibung
Das in der geschlossenen Wohnbebauung aufgegangene Triebelsheide liegt im Süden von Siebeneick im Bereich der heutigen Wohnstraßen Treibelsheide und Triebelsheider Weg. Benachbarte Ortslagen sind Triebel, Alter Triebel, Krieg, Am Lindgen, Krähenberg, Jungmannshof, Steingeshof, Wüstenhof, Schevenhof und Wolfsholz. Zu den abgegangenen Höfen zählen Elsternbusch und Schanze, in heutige Wohngebiete aufgegangene Wohnplätze sind Branger, Vogelsbruch, Metzmachersrath, Röttgen, In den Birken und Grenze Jagdhaus. 

## Geschichte
Der Ort ist auf der Topographischen Aufnahme der Rheinlande von 1824 als Trebel und auf der Preußischen Uraufnahme von 1843 als Neuebrand eingezeichnet. 
Im 19. Jahrhundert gehörten Triebelsheide als Grenzort sowohl zu der Bauerschaft Kleine Höhe als auch zu der Bauerschaft Obensiebeneick der Bürgermeisterei Hardenberg, die 1935 in Neviges umbenannt wurde. Damit gehörte es von 1816 bis 1861 zum Kreis Elberfeld und ab 1861 zum alten Kreis Mettmann. 
1888 lebten im zur Kleine Höhe gehörenden Teil von Triebelsheide 16 Einwohner in einem Wohnhaus, in dem zu Obensiebeneick gehörenden Teil elf Einwohner in zwei Wohnhäusern.
Mit der Kommunalreform von 1929 wurde der südöstliche Teil von Obensiebeneick um Treibelsheide abgespalten und zusammen mit südlichen Dönberger Ortschaften in die neu gegründete Stadt Wuppertal eingemeindet, der Rest Obensiebeneicks verblieb zunächst bei Neviges. Durch die nordrhein-westfälische Gebietsreform kam Neviges mit Beginn des Jahres 1975 zur Stadt Velbert und das restliche Obensiebeneick wurde ebenfalls Wuppertal eingemeindet.